# Công thức 1 năm 2009
Giải đua xe Công thức 1 năm 2009 là giải Công thức 1 vô địch thế giới lần thứ 59 diễn ra từ 29 tháng 3 đến 1 tháng 11 gồm 17 chặng đua với sự tham gia của 11 đội đua. 

## Các tay đua và đội đua
| Đội đua                        | Xe đua  | Động cơ          | Số xe đua | Tay đua              | Số lần tham gia các chặng đua | Tay đua tham gia ở các buổi tập tự do |
| ------------------------------ | ------- | ---------------- | --------- | -------------------- | ----------------------------- | ------------------------------------- |
| Vodafone McLaren Mercedes      | MP4-24  | Mercedes FO 108W | 1         | Lewis Hamilton       | Tất cả                        | —                                     |
| Vodafone McLaren Mercedes      | MP4-24  | Mercedes FO 108W | 2         | Heikki Kovalainen    | Tất cả                        | —                                     |
| Scuderia Ferrari Marlboro      | F60     | Ferrari 056      | 3         | Felipe Massa         | 1–10                          | —                                     |
| Scuderia Ferrari Marlboro      | F60     | Ferrari 056      | 3         | Luca Badoer          | 11–12                         | —                                     |
| Scuderia Ferrari Marlboro      | F60     | Ferrari 056      | 3         | Giancarlo Fisichella | 13–17                         | —                                     |
| Scuderia Ferrari Marlboro      | F60     | Ferrari 056      | 4         | Kimi Räikkönen       | Tất cả                        | —                                     |
| BMW Sauber F1 Team             | F1.09   | BMW P86/9        | 5         | Robert Kubica        | Tất cả                        | —                                     |
| BMW Sauber F1 Team             | F1.09   | BMW P86/9        | 6         | Nick Heidfeld        | Tất cả                        | —                                     |
| ING ™ Renault F1 Team          | R29     | Renault RS27     | 7         | Fernando Alonso      | Tất cả                        | —                                     |
| ING ™ Renault F1 Team          | R29     | Renault RS27     | 8         | Nelson Piquet Jr.    | 1–10                          | —                                     |
| ING ™ Renault F1 Team          | R29     | Renault RS27     | 8         | Romain Grosjean      | 11–17                         | —                                     |
| Panasonic Toyota Racing        | TF109   | Toyota RVX-09    | 9         | Jarno Trulli         | Tất cả                        | Kamui Kobayashi                       |
| Panasonic Toyota Racing        | TF109   | Toyota RVX-09    | 10        | Timo Glock           | 1–15                          | Kamui Kobayashi                       |
| Panasonic Toyota Racing        | TF109   | Toyota RVX-09    | 10        | Kamui Kobayashi      | 16–17                         | Kamui Kobayashi                       |
| Red Bull Scuderia Toro Rosso   | STR4    | Ferrari 056      | 11        | Sébastien Bourdais   | 1–9                           | —                                     |
| Red Bull Scuderia Toro Rosso   | STR4    | Ferrari 056      | 11        | Jaime Alguersuari    | 10–17                         | —                                     |
| Red Bull Scuderia Toro Rosso   | STR4    | Ferrari 056      | 12        | Sébastien Buemi      | Tất cả                        | —                                     |
| Red Bull Racing                | RB5     | Renault RS27     | 14        | Mark Webber          | Tất cả                        | —                                     |
| Red Bull Racing                | RB5     | Renault RS27     | 15        | Sebastian Vettel     | Tất cả                        | —                                     |
| AT&T Williams Racing           | FW31    | Toyota RVX-09    | 16        | Nico Rosberg         | Tất cả                        | —                                     |
| AT&T Williams Racing           | FW31    | Toyota RVX-09    | 17        | Kazuki Nakajima      | Tất cả                        | —                                     |
| Kingfisher Force India F1 Team | VJM02   | Mercedes FO 108W | 20        | Adrian Sutil         | Tất cả                        | —                                     |
| Kingfisher Force India F1 Team | VJM02   | Mercedes FO 108W | 21        | Giancarlo Fisichella | 1–12                          | —                                     |
| Kingfisher Force India F1 Team | VJM02   | Mercedes FO 108W | 21        | Vitantonio Liuzzi    | 13–17                         | —                                     |
| Brawn GP Formula 1 Team        | BGP 001 | Mercedes FO 108W | 22        | Jenson Button        | Tất cả                        | —                                     |
| Brawn GP Formula 1 Team        | BGP 001 | Mercedes FO 108W | 23        | Rubens Barrichello   | Tất cả                        | —                                     |

### Đội đua
Honda rút lui trước mùa giải 2009 và đội được mua lại bởi một tập đoàn do Ross Brawn đứng đầu. Brawn đã đổi tên đội thành Brawn GP và đua với động cơ của Mercedes, nhưng vẫn giữ lại các tay đua của Honda là Jenson Button và Rubens Barrichello. Force India sử dụng động cơ Mercedes sau khi sử dụng động cơ Ferrari vào năm 2008.

### Thay đổi tay đua
Sự thay đổi tay đua duy nhất trong mùa giải diễn ra sau khi David Coulthard của Red Bull rời Công thức 1 sau 14 năm tham gia. Ông được thay thế bởi Sebastian Vettel, người đã đua cho Toro Rosso vào năm 2008. Vị trí của Vettel tại Toro Rosso đã được đảm nhận bởi tay đua người Thụy Sĩ Sébastien Buemi. Anh ta từng là tay đua dự bị của Red Bull vào năm 2008.
Sau giải đua ô tô Công thức 1 Đức, Sébastien Bourdais của Toro Rosso đã bị đội sa thải. Bourdais được thay thế bởi tay đua người Tây Ban Nha Jaime Alguersuari trước thềm giải đua ô tô Công thức 1 Hungary. Alguersuari đã từng đua ở giải đua Formula Renault 3.5 Series vào năm 2009 và chỉ ký thỏa thuận thay thế Brendon Hartley để trở thành tay đua dự bị của Toro Rosso hai tuần trước đó. Bourdais được luật sư khuyên nên đệ đơn kiện Toro Rosso vi phạm hợp đồng. Toro Rosso đã giải quyết vấn đề bằng khoản thanh toán 2,1 triệu đô la cho Bourdais để tránh kiện tụng.
Sau khi dính chấn thương ở giải đua ô tô Công thức 1 Hungary, Felipe Massa của Ferrari đã bỏ lỡ phần còn lại của mùa giải. Anh đã được thay thế trong hai cuộc đua tiếp theo bởi tay đua thử nghiệm của Ferrari Luca Badoer, nhưng sau khi Badoer không ghi được một điểm nào trong hai cuộc đua của mình, Ferrari đã thay thế anh ta bằng Giancarlo Fisichella. Anh ta đã ký hợp đồng trở thành tay đua thử nghiệm của Ferrari cho mùa giải năm 2010 và đã đua cho Force India trong suốt mùa giải 2009. Vị trí của Fisichella tại Force India đã được đảm nhận bởi Vitantonio Liuzzi. Sau giải đua ô tô Công thức 1 Hungary, Renault đã chia tay Nelson Piquet Jr. vì anh ta không ghi được một điểm nào và những cáo buộc rằng anh ta đã cố tình đâm ở giải đua ô tô Công thức 1 Singapore 2008 nổi lên. Sau đó, Piquet được thay thế bởi Romain Grosjean. 
Trong vòng loại giải đua ô tô Công thức 1 Nhật Bản, chiếc Toyota của Timo Glock đã bị va chạm mạnh ở vòng cua cuối cùng và Glock được đưa đến bệnh viện bằng máy bay với một vết thương ở chân. Vì không đủ sức khỏe để đua nên Jarno Trulli là tay đua duy nhất đại diện cho Toyota tại giải đua ô tô Công thức 1 Nhật Bản. Vào ngày 11 tháng 10, Toyota xác nhận rằng tay đua thử nghiệm Kamui Kobayashi của họ sẽ ra mắt ở giải đua ô tô Công thức 1 Brasil vì Glock đã bị biến chứng thêm từ tai nạn ở Nhật Bản, dẫn đến nứt đốt sống và Glock đã không được đảm bảo đủ sức khỏe để kịp thời tham gia cuộc đua ở Brasil. Kobayashi đã giữ được suất đua trong cuộc đua cuối cùng của mùa giải ở Abu Dhabi.

## Lịch đua
| 1                | ING ™ Grand Prix of Australia            | Melbourne Grand Prix Circuit, Melbourne    | 29 March     |
| 2                | Petronas ® Grand Prix of Malaysia        | Sepang International Circuit, Selangor     | 5 April      |
| 3                | Santander ™ Grand Prix of China          | Shanghai International Circuit, Thượng Hải | 19 April     |
| 4                | Gulf Air ™ Grand Prix of Bahrain         | Bahrain International Circuit, Sakhir      | 26 April     |
| 5                | Telefónica ™ Gran Prémio de España       | Circuit de Catalunya, Montmeló             | 10 May       |
| 6                | Grand Prix de Monaco                     | Circuit de Monaco, Monte Carlo             | 24 May       |
| 7                | ING ™ Turkish Grand Prix                 | Istanbul Park, Istanbul                    | 7 tháng 6    |
| 8                | Santander ™ British Grand Prix           | Trường đua Silverstone, Silverstone        | 21 June      |
| 9                | ING ™ Großer Preis von Deutschland       | Nürburgring, Nürburg                       | 12 July      |
| 10               | ING ™ Magyar Nagydíj Hungary             | Hungaroring, Mogyoród                      | 26 July      |
| 11               | Telefónica ™ Gran Prémio de Europa       | Valencia Street Circuit, Valencia          | 23 August    |
| 12               | ING ™ Grand Prix de Belgium              | Circuit de Spa-Francorchamps, Stavelot     | 30 August    |
| 13               | Santander ™ Gran Premio d'Italia         | Autodromo Nazionale di Monza, Monza        | 13 September |
| 14               | SingTel ™ Grand Prix of Singapore        | Marina Bay Street Circuit, Singapore       | 27 September |
| 15               | Fuji TV ™ Grand Prix of Japan            | Suzuka Circuit, Suzuka                     | 4 October    |
| 16               | Telefónica ™ Grande Prêmio do Brasil     | Autódromo José Carlos Pace, São Paulo      | 18 October   |
| 17               | ETIHAD Airways ™ Grand Prix of Abu Dhabi | Trường đua Yas Marina, Abu Dhabi           | 1 November   |
| Nguồn tham khảo: |                                          |                                            |              |

Những giải đua này được loại bỏ mặc dù đứng trong lịch sơ khai của mùa giải 2009:
| Chặng đua                          | Trường đua                                 | Ngày       |
| ---------------------------------- | ------------------------------------------ | ---------- |
| Grand Prix du Canada               | Circuit Gilles Villeneuve, Montreal        | 7 tháng 6  |
| Bridgestone ® Grand Prix de France | Circuit de Nevers Magny-Cours, Magny-Cours | 28 tháng 6 |